# Alpine-Renault A110 1800
La Alpine-Renault A110 1800 è una versione sportiva della Alpine-Renault A110, specificatamente progettata per partecipare al Campionato del mondo rally, campionato in cui ha gareggiato dal 1973 al 1975 vincendo un titolo mondiale nell'anno d'esordio.

## Storia
La vettura Gruppo 4, si presentò ai nastri del neonato Campionato del mondo rally nel 1973 e si aggiudicò la prima edizione del campionato del mondo marche. Nei tre anni in cui la vettura corse non veniva ancora assegnato il titolo piloti.
Dal 1970 al 1972 furono disputate tre edizioni del Campionato internazionale costruttori (International Championship for Manufacturers), campionato che la A110 (nella sua precedente versione 1600) vinse nel 1971.

## Palmarès
- 1 Campionato del mondo costruttori (1973)

### Vittorie nel mondiale
Alla prima edizione ufficiale del campionato del mondo marche, l'Alpine-Renault vinse il titolo cogliendo sei successi con quattro piloti diversi, sempre con la A110 1800. Nei tre anni successivi non seppe ripetersi, pur riuscendo a conquistare ancora qualche podio.
| Anno | Rally                                  | Pilota              | Co-pilota                      |
| ---- | -------------------------------------- | ------------------- | ------------------------------ |
| 1973 | 42ème Rallye Automobile de Monte-Carlo | Jean-Claude Andruet | Michèle "Biche" Espinosi-Petit |
| 1973 | 7º Rali Internacional TAP              | Jean-Luc Thérier    | Jacques Jaubert                |
| 1973 | 16ème Rallye du Maroc                  | Bernard Darniche    | Alain Mahé                     |
| 1973 | 21th Acropolis Rally                   | Jean-Luc Thérier    | Christian Delferrier           |
| 1973 | 15º Rallye Sanremo                     | Jean-Luc Thérier    | Jacques Jaubert                |
| 1973 | 17ème Tour de Corse - Rallye de France | Jean-Pierre Nicolas | Michel Vial                    |